# Karbonsavészter

A karbonsavészterek általános szerkezeti képlete

A karbonsavészterek, más néven alkil-alkanoátok, alkoholok és karbonsavak reakciója során keletkeznek vízkilépéssel. Az észterek egyik csoportját alkotják. Jellemző funkciós csoportjuk az észtercsoport (R−COO−R’). Az észtercsoport karbonil- és étercsoportból álló összetett funkciós csoport. Az elnevezés első tagja a karbonsavat, a második az alkohol szénhidrogéncsoportját, a harmadik pedig a funkciós csoportot jelöli.
Vannak gyümölcsészterek, amelyek megtalálhatóak a gyümölcsökben, mint aromaanyag. Ezeket is elő lehet állítani mesterséges úton kis szénatomszámú alkoholból és kis szénatomszámú karbonsavból.
Vízben jól oldódnak a kicsi szénatomszám miatt. Kellemes szagú folyadékok. 
A karbonsavészterekhez tartoznak a viaszok is. Nagy és páros szénatomszámú telített karbonsavak és ugyanilyen típusú alkoholok észterei. Szilárd halmazállapotuk van és nem oldódnak vízben.

## Fizikai tulajdonságok
- A karbonilcsoportban a kötés poláris, ezért a molekula is poláris.

- Halmazban pedig dipol- dipol kötés alakul ki (az éterekhez képest itt erősebb a kötés).
- Olvadáspont és a forráspont is magasabb mint az étereké.
- H-kötés nem alakulhat ki szemben az alkoholokkal és a karbonsavakkal. (Az alkohol csak hidrogéndonor, a karbonsav hidrogén donor és akceptor is.)
- {\displaystyle {\ce {C2-C18}}}-ig folyékony halmazállapotúak, illékonyak és kellemes illatúak (ezek a gyümölcsök aromái).
- {\displaystyle {\ce {C18}}} felett szilárdak.
- A vízben való oldódásuk jobb, mint az étereké, de gyengébb, mint az alkoholoké.

## Kémiai tulajdonságok
- Kondenzációval, alkoholból és karbonsav észterből, észter keletkezik (egyensúlyra vezető reakció) → {\displaystyle {\ce {R-OH +HOOC-R'<=> ROCOR' +H2O}}}.
- Lúgos közegben való hidrolízise az észternek, a kondenzáció ellentettje, a folyamat neve pedig szappanosítás → {\displaystyle {\ce {ROCOR' + NaOH <=> R-OH + R'COO- + Na+}}}.

## Fontosabb észterek
- Kis C-atomszámúak: (kis C-atomszámú alkoholból és kis C-atomszámú karbonsavból jönnek létre)
- gyümölcsészterek
- gyógyhatású észter pl.: aszpirin (acetil-szalicilsav)
- Nagy C-atomszámúak:
- viaszok (legnagyobb nem polimer molekulák)
- zsírok, olajok (glicerin /3 értékű alkohol/ és zsírsavak észterei)

## Előállítás
Például ecetsav-etil-észter (etil-acetát) előállítása:
{\displaystyle \mathrm {C_{2}H_{5}OH+CH_{3}COOH\rightleftharpoons CH_{3}COOC_{2}H_{5}+H_{2}O} }
etanol + etánsav (ecetsav) ⇌ ecetsav-etil-észter + víz
A karbonsavészterek képződése megfordítható folyamat.